# 旅大市
旅大市，中华人民共和国一个已经撤销的行政区。取旅顺、大连各一字得名。1950年12月1日至1954年8月1日期间为省级行政区，之后为辽宁省所辖地级市。

## 历史

### 直轄市時期
1950年12月1日，原旅大行署区与大连市合并为旅大市，隶属东北大行政区。治今辽宁省大连市。1953年3月12日，旅大市改为中央直辖市，由东北行政委员会代管。

### 省辖市时期（地级市）
1954年8月1日，旅大市并入辽宁省，成为一地级市。1981年2月9日，旅大市改名大连市。

## 辖区
旅大市辖7个直属区（中山区、西岗区、岭前区、沙河口区、甘井子区、营城子区、小平岛区）以及旅顺市、金县、长山县（1953年1月改称长海县）。

## 领导人
- 韩光